# Gerhard Ludwig Goebel
Gerhard Ludwig Goebel (Scheuerfeld-Sieg, Tréveris, 1 de diciembre de 1933 - Kirchen, Sieg, 4 de noviembre de 2006) fue un teólogo y obispo alemán. Hasta su muerte fue el obispo de la Prelatura de Tromsø, en Noruega. 
Fue enviado a Noruega en 1962. Allí realizó trabajo eclesiástico en distintas ciudades:  Hammerfest, Mo i Rana y otras. En 1979 fue designado obispo de Tromsø por el entonces papa Juan Pablo II. 
- Datos: Q86824